# Lecànide

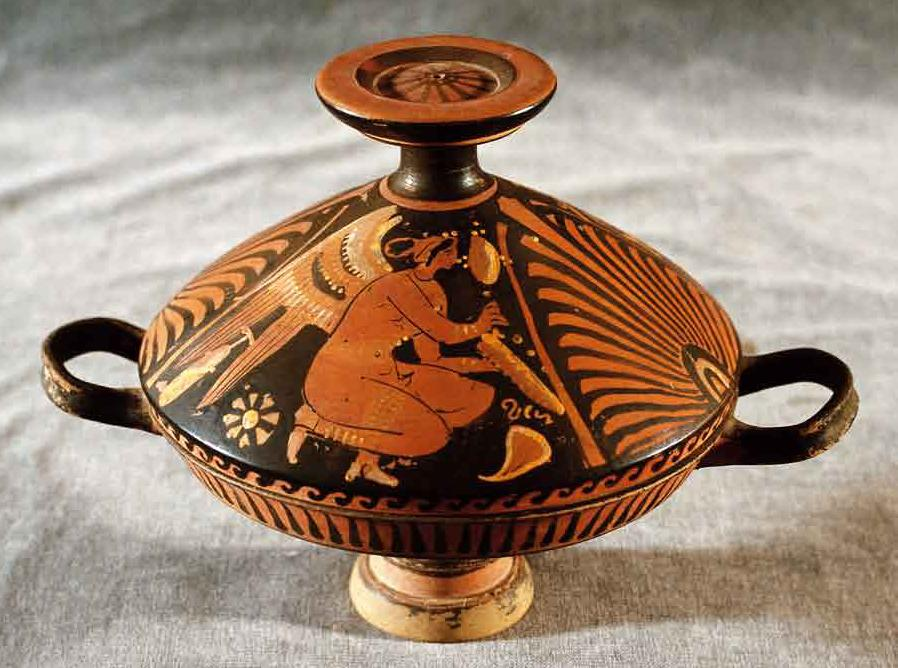
Lecànide de ceràmica de figures roges procedent de la Magna Grècia, 330-320 ae

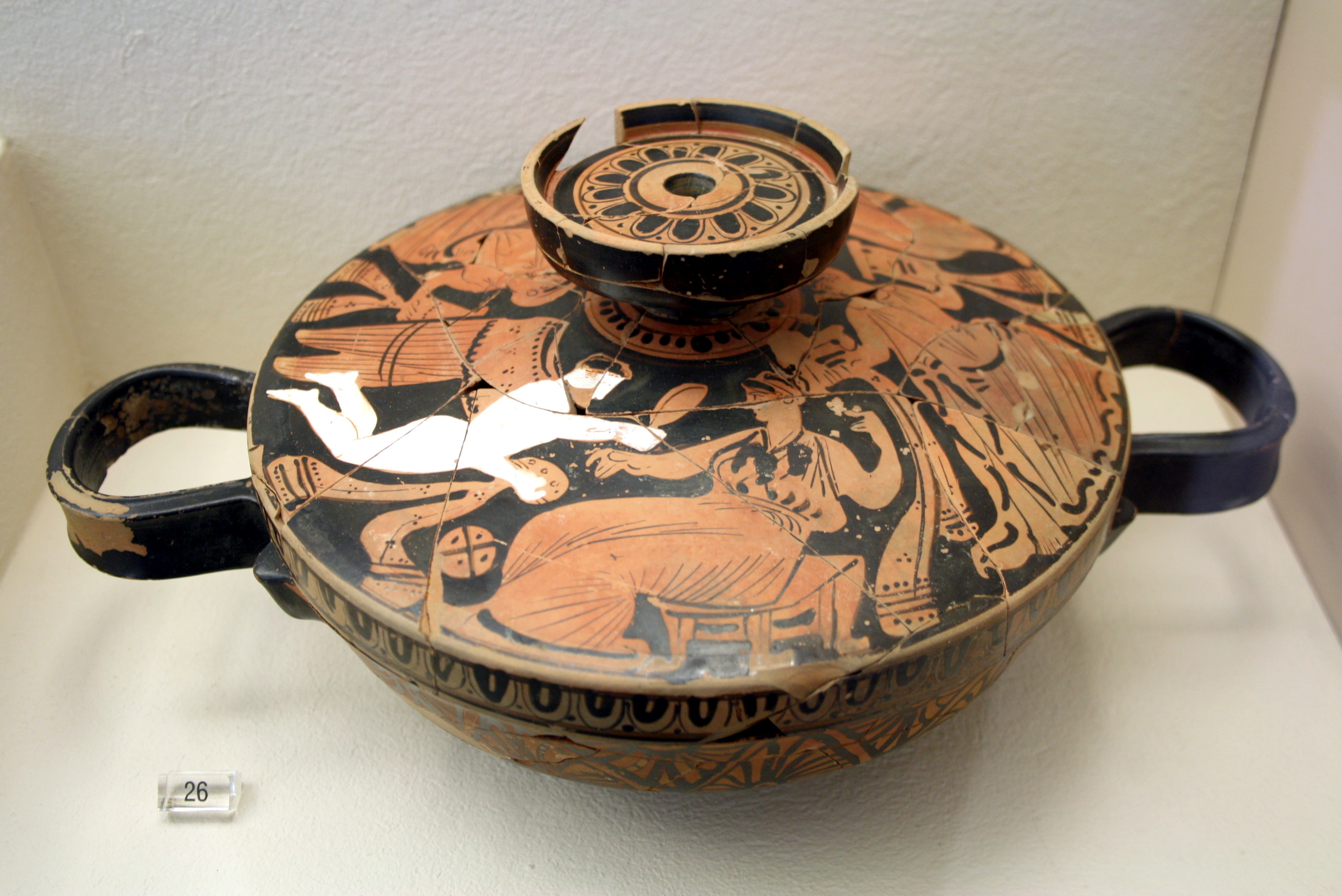
Lecanide nupcial, 370-360 ae

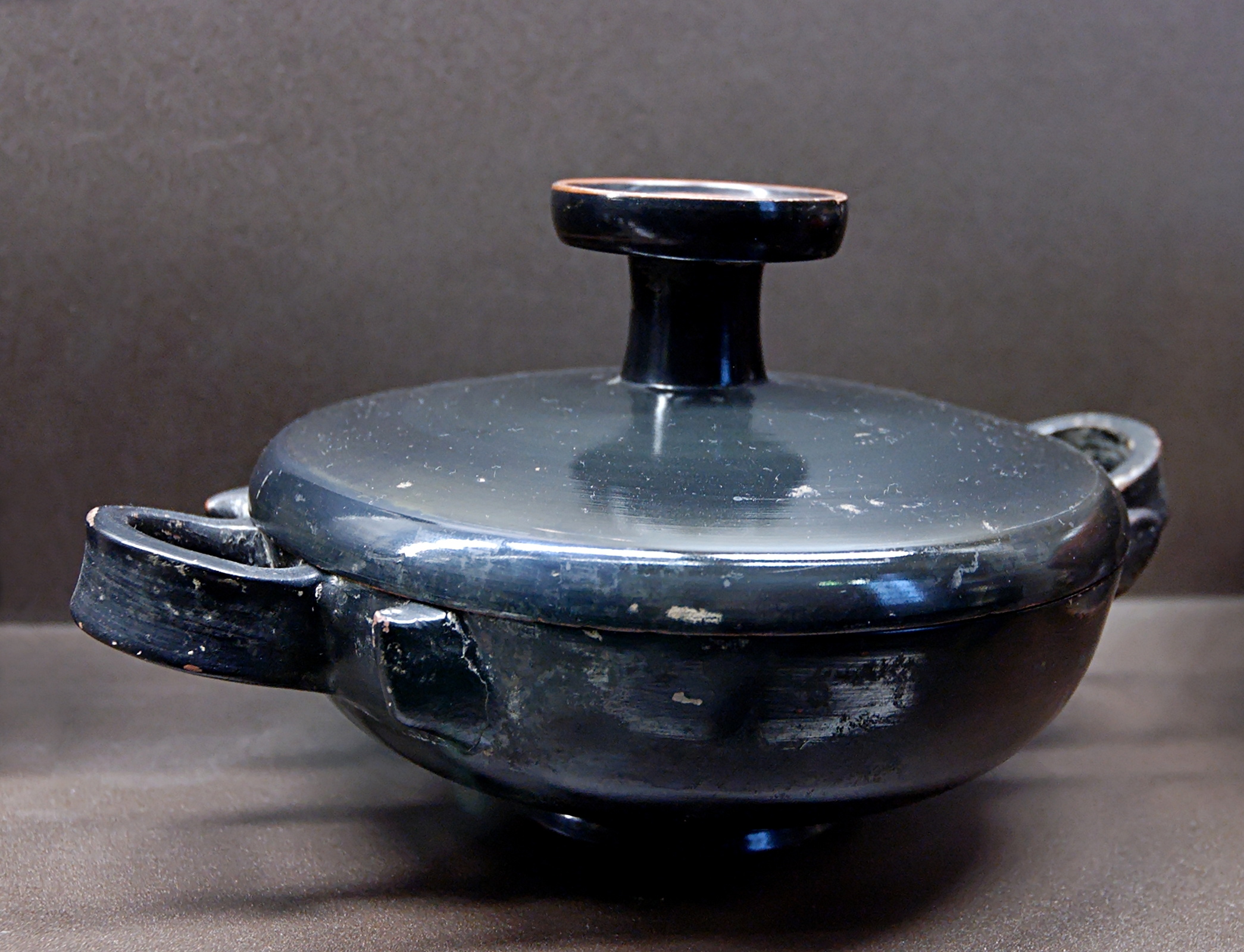
Lecànide àtica de vernís negre, 450-440 ae

Una lecànide (o lekànide) és un atuell en forma de copa baixa, amb peu d'anella i dues anses horitzontals sobre la vora, que es modelava per a acollir la tapadora, amb la qual formava una paret contínua. Per la forma es relaciona amb la lècana, que és un bol obert per a cuinar.
La lecànide s'emprava com a joier i got de lacrimatori per a ungüents. Així, se n'ha documentat l'ús en ritus de matrimoni grec formant part del dot que el pare donava a la núvia. Llucià de Samòsata descriu una lecànide d'argent entre els objectes d'una dona.
Després d'alguns precedents d'estil geomètric, la forma se'n va definir en la segona meitat del segle vi abans de la nostra era, i esdevingué freqüent en l'època de la ceràmica de figures vermelles. Els exemplars de l'època de la ceràmica de figures negres solien fer-se sense tapadora, mentre que les de figures roges estan típicament dotades de tapadora decorada. Amb el temps, les tapadores, cupulars, es van anar aplanant i formaren un angle recte amb la superfície superior i les parets verticals. També incorporaren una empunyadura que, si era prou àmplia, servia de peu per a la tapadora en posició invertida, que podia emprar-se de contenidor. En aquestes lecànides reversibles la decoració es limita a frisos animalístics, mentre que normalment era de tema nupcial. Les imatges podien prosseguir per les parets del contenidor sense final.
En l'Erotes de Llucià de Samòsata es descriuen lecànides d'argent entre els recipients de bany de les dones.